# Marta Alconada
Marta Moreira de Alconada Aramburú (Atalaya, partido de Magdalena, 19 de enero de 1930 - La Plata, 14 de junio de 2007) fue una militante por los Derechos Humanos en Argentina e integrante de Madres de Plaza de Mayo

## Biografía
Desde pequeña vivió en la ciudad de La Plata, donde su familia se había radicado. Allí  cursó sus estudios primarios y secundarios, se recibió de maestra y a los 20 años se casó con Domingo Roque Alconada Aramburú. Tuvo cinco hijos, Domingo Roque, María Marta, Juan José, Federico Francisco y María Florencia. Conocida simplemente como Marta Alconada ,  sufrió la desaparición de su hijo mayor Domingo Roque, a manos de la dictadura. A partir de ese momento comenzó una lucha  junto a su esposo y sus hijos que no abandonaría jamás durante 30 años.

### Domingo Roque Alconada Moreira
(Pironio) (22 de septiembre de 1952, La Plata, detenido-desaparecido, 22 de diciembre de 1976, La Plata). Era el mayor de los cinco hijos de Marta Alconada, perteneció a la Juventud Estudiantil Católica y fue responsable de la Juventud Universitaria Peronista (JUP) en la Facultad de Derecho de La Plata, a la cual ingresó en 1970. En el año 1974 fue candidato a Presidente del Centro de Estudiantes de esa facultad. 
Fue secuestrado el 22 de diciembre de 1976. Según diversos testimonios, pasó por distintos centros clandestinos de detención, entre ellos La Cacha. Permanece desaparecido.

### Militancia
Fue una de las primeras integrantes de las Madres de Plaza de Mayo, asistió a las rondas de los jueves desde el comienzo y sufrió la cárcel en su misión.
Marta Alconada fue quien durante el mundial de fútbol de 1978 clamó frente a las cámaras de un periodista holandés que las Madres querían saber “algo de sus hijos, si tienen hambre, si tienen frío, si están enfermos, donde están”. En imágenes que recorrieron el mundo entero pidió a la prensa extranjera: “por favor hagan algo, por favor díganlo”. En una famosa imagen de archivo, Marta Moreira de Alconada Aramburu le dijo al periodista: “Ayúdennos, ustedes son nuestra última esperanza”.
Cuando el Papa Juan Pablo II visitó Brasil, viajó hasta allí para entrevistarse con él y pedirle ayuda en la búsqueda de los desaparecidos. Emprendió tareas de ayuda benéficas en los hospitales y en la obra del padre Carlos Cajade.